# Comanthera mucugensis
Comanthera mucugensis är en gräsväxtart som först beskrevs av Ana Maria Giulietti, och fick sitt nu gällande namn av L.R.Parra och Ana Maria Giulietti. Comanthera mucugensis ingår i släktet Comanthera, och familjen Eriocaulaceae.

## Underarter
Arten delas in i följande underarter:
- C. m. mucugensis
- C. m. riocontensis